# Schizopelma masculinum
Schizopelma masculinum är en spindelart som först beskrevs av Embrik Strand 1907.  Schizopelma masculinum ingår i släktet Schizopelma och familjen fågelspindlar.
Artens utbredningsområde är Guatemala. Inga underarter finns listade i Catalogue of Life.